# مبادئ الجيولوجيا

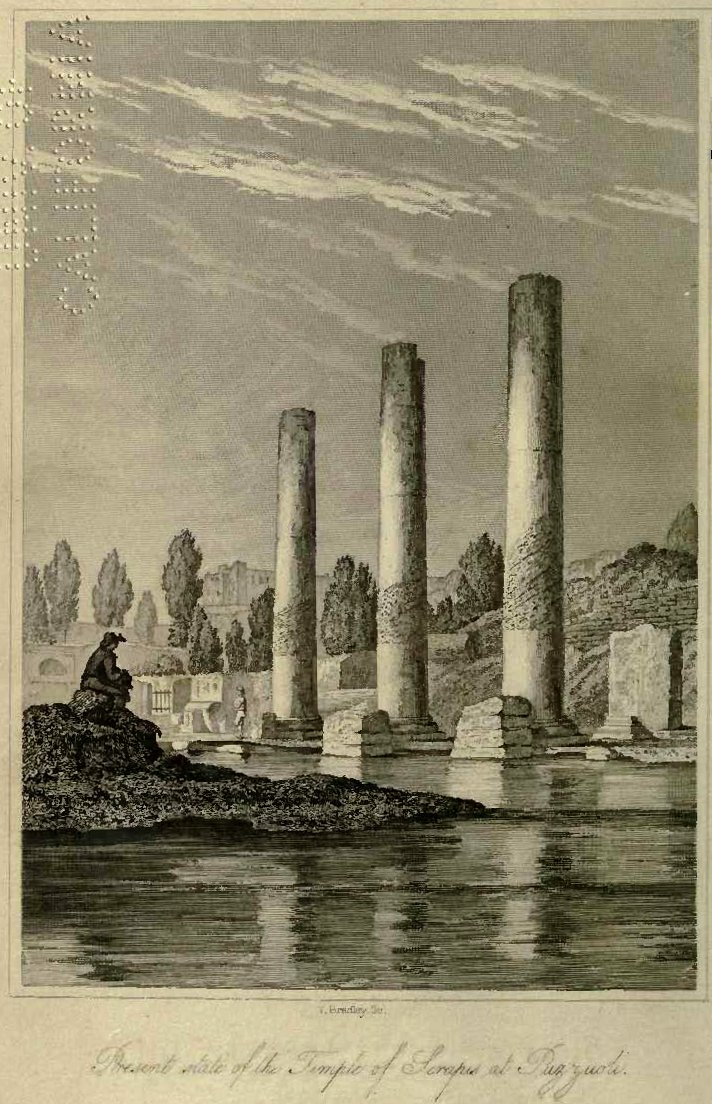
تم تقليص الواجهة الأمامية التي تظهر معبد سيرابيس بعناية، أكثر من تلك التي تظهر في كتاب "أبحاث حول معبد سيرابيس" الذي كتبه ألكنسي أندريا دي خوريو في بوزولي، نابولي، 1820. والتي تعتمد على رسم لجون إزارد ميدلتون.

مبادئ الجيولوجيا: محاولة لتفسير التغييرات السابقة لسطح الأرض، بالرجوع إلى الأسباب الفعالة حالياً كتاب للكاتب الجيولوجي الإسكتلندي تشارلز لايل، نشر لأول مرة في 3 مجلّدات بين عامي 1830 و1833. استخدم لايل نظريّة التوحيد لوصف كيف كان سطح الأرض يتغيّر مع مرور الزمن. كانت هذه النظريّة في تناقض مباشر مع النظريّة الجيولوجيّة للكوارث[3]. آمن الكثير من الأفراد بالكوارث لإفساح المجال أمام المعتقدات الدينية. على سبيل المثال، يمكن وصف فيضان نوح بأنّه حدث جيولوجيّ حقيقيّ حيث أن الكارثة تصف تغيّر سطح الأرض بأنه أحداث عنيفة تحدث لمرّة واحدة فقط.
تحدّى لايل المؤمنين بالنظريّة الكارثيّة من خلال دراسة جبل إتنا في صقلية ووصف التغييرات من طبقة إلى طبقة والسجلات الأحفوريّة داخل الصخور لإثبات أن التغيرات البطيئة والتدريجيّة كانت سبباً في تغيّر سطح الأرض بشكل مستمرّ. استخدم لايل البرهان الجيولوجيّ لتحديد أن عمر الأرض يزيد عن 6000 عام، بعد أن سبق الطعن فيه. ويوضّح الكتاب أن العمليّات التي تحدث في الوقت الحاضر هي نفس لعمليّات التي حدثت في الماضي.

## الكتاب
نشر الكتاب في ثلاثة مجلّدات بين عامي 1830-1833، وأسس الكتاب لاعتماد لايل كمنظّر جيولوجيّ مهمّ، وعلى أنه ينشر نظريّة التوحيد (التي اقترحت لأول مرّة من قبل جيمس هوتون في نظريّة الأرض المنشورة في عام 1795). كانت الحجّة الأساسيّة في المبادئ هي أن «الحاضر هو مفتاح الماضي»: وأن البقايا الجيولوجيّة من الماضي البعيد من الممكن بل وينبغي تفسيرها بالرجوع إلى العمليّات الجيولوجية التي تحدث الآن، وبالتالي تلك التي يمكن ملاحظتها مباشرة.
يعد هذا الكتاب من أوائل الكتب التي استعملت التطوّر في سياق الانتواع الحيوي.
في كتاب لايل، وصف القواعد الثلاثة التي يعتقد أنها تسبب التغيير الثابت للأرض. القاعدة الأولى هي أن التغيير الجيولوجي يأتي من الإجراءات البطيئة والمستمرة التي تحدث على مدى فترة طويلة من الزمن. هذه القاعدة هي المثالية الأساسيّة للتوحيد، ومن السهل أن نفهم لماذا اختار هذه القاعدة.
القاعدة الثانية، هي أن جميع القوى التي تؤثر على جيولوجية الأرض تأتي من الأرض. أما القاعدة الثالثة هي أن الدورات السماوية لا تؤثر على أنماط السجل الجيولوجي للأرض. تتوافق القاعدة الثانية والثالثة لأن لايل اعتقد أن القوى الموجودة على الأرض فقط هي التي تسبب تغييرات في جيولوجيا الأرض، ولاشيء غير ذلك.
المجلّد 1 يقدّم نظريّة لايل للتوحيد. لقد طوّر وجادل بأن العمليّات الأرضيّة التي نراها في الوقت الحاضر كانت نفس العمليّات كما في الماضي وتسببت في أن تبدو الأرض كما هي اليوم. يعتمد المجلّد الثاني على نظريّة التوحيد في المجلّد الأول، لكنّه يركّز أكثر على المادة العضوية بدلاً من المادة غير العضوية. في المجلّد الثالث، يحدد لايل أربع فترات من العصر الثالث: البليوسيني الحديث، البليوسيني القديم، الميوسيني، الأيوسيني.
استخدم لايل رواسب وأحافير من هذه الفترات للدفاع عن التوحيد أثناء العصر الثالث. يتحدّث هذا أيضاً عن قواعد بناء جملة العمليّات التي حدثت في الماضي بلغة اليوم.

## التأثير
تفسير لايل للتغير الجيولوجي كتراكم ثابت يتغيّر على امتداد فترات زمنيّة طويلة للغاية، كان موضوعاً رئيسيّاً في المبادئ، أثّر على تشارلز داروين البالغ من العمر 22 عاماً[3] ، والذي حصل على المجلّد الأوّل من أول طبعة لروبرت فيتزروري، قبطان السفينة الملكيّة بيغل، في محطّته الأولى على الشاطئ في سان جاغو، وجد داروين تكوينات صخريّة –من خلال «عيون» لايل- مما أعطاه نظرة ثورية على التاريخ الجيولوجي للجزيرة، وهي نظرة ثاقبة قدمها طوال رحلاته. أثناء تواجده في أمريكا الجنوبية، تلقّى داروين المجلّد الثاني، والذي رفض فكرة التطوّر العضوي، واقترح «مراكز الخلق» لشرح تنوع الأنواع وأراضيها. انتقلت أفكار داروين تدريجيّاً إلى أبعد من ذلك، ولكن في علم الجيولوجيا كان يعمل إلى حدّ كبير كأنّه تلميذ لايل وأرسل إلى المنزل أدلّة مستفيضة ونظريّات تدعم نظرية التوحيد الخاصّة بلايل، بما في ذلك أفكار داروين حول تشكيل الجزر المرجانيّة.

## النقد
قوبلت مبادئ لايل للجيولوجيا بالكثير من الانتقادات عند نشرها لأول مرّة. الحجّة الرئيسية ضد لايل هي أنّه اتخذ نهجاً مسبقاً في عمله. هذا يعني أن تشارلز لايل كان ينطلق من فكرة نظريّته بدلاً من الاستخلاص من الأدلّة التجريبية لشرح ما كان يحدث في العالم الجيولوجي. أحد معارضي مبادئ الجيولوجيا الذي وافق على هذه النقطة هو آدم سيدجويك. تأتي هذه المعارضة من سيدجويك من تفكيره بأن الأدلّة هي كل ما هو مطلوب لدعم فكرة ما، وأن دليل الأحداث الجيولوجية يشير إلى حدث كارثي. استمر انتقاد لايل وعمله في القرن العشرين. واتفقت هذه الحجج مع الحجج السابقة، ولكنّها استمرّت في الإشارة إلى أن لايل جمع بين الأدلة التجريبية والتفسير العلمي للجيولوجيا الذي تم قبوله في ذلك الوقت.
الحجّة المسبقة ليست الحجّة الوحيدة التي واجهها لايل في عمله، في عام 1812، جادل البارون جورج كوفير ضد نظريّة التوحيد بعد نتائج دراسته لحوض باريس. وجد كوفير وزملاؤه فترة طويلة من التغيير الثابت مع أنماط متقطّعة من الاختفاء الأحفوري المفاجئ في السجل الأحفوري المفاجئ في السجل الجيولوجي للمنطقة، والتي تعرف الآن باسم الانقراض الجماعي. وشرح كوفيير هذه التغييرات المفاجئة في السجل الجيولوجي باستخدام قوى كارثيّة. ردّ لايل على هذه الحجّة، قائلاً «أن السجلّ الجيولوجي كا ناقصاً إلى حدّ كبير» وأن الملاحظات لا يمكن الوثوق بها إذا كانت تتعارض مع «خطّة الطبيعة».
في السنوات الأخيرة، بدأ الجيولوجيون في التشكيك في قوانين التوحيد التي طرحها لايل. يوجد الآن دليل واضح على التغيير الكارثي الناجم عن الانفجارات البركانية والزلازل الكبيرة وتأثير الكويكبات. علاوةً على ذلك، هناك أدلّة على أن بعض الأحداث الكارثيّة التي تركت علامات على السجلات الجيولوجية الأحفوريّة قد تتوافق مع دوريّة حركة النظام الشمسي البالغة 26 عام حول قلب المجرّة في مجرّة درب التبانة. حتى لو كانت الحوادث نادرة، فقد يؤثّر حجمها على الجيولوجيا أكثر مما تمّ تقديره وفقاً لنسخة لايل من التوحيد.